# Silvia Colasanti
Silvia Colasanti (Roma, 8 de marzo de 1975) es una compositora italiana. Sus obras se interpretan en las salas de concierto más importantes del mundo. En marzo de 2023, se convirtió en la primera mujer a la que el Teatro de la Scala de Milán encargó una ópera para estrenarla en la temporada 2024-25.

## Trayectoria
Estudió en el Conservatorio Santa Cecilia con Luciano Pelosi y Gian Paolo Chit. Completó su formación en la Academia Nacional de Santa Cecilia, donde consiguió una beca Goffredo Petrassi. En este centro se formó con los maestros Fabio Vacchi, Wolfgang Rihm, Pascal Dusapin y Azio Corghi. Ha colaborado con intérpretes de música de reconocido prestigio como Vladimir Yúrovski, Yuri Bashmet, Salvatore Accardo, David Geringas, Nathalie Dessay, Massimo Quarta o Enrico Bronzi.
Ha compuesto obras de diferentes géneros como ópera y teatro musical, música sinfónica y música de cámara, que se interpretan en las salas de concierto más importantes del mundo. Entre ellas, cabe destacar Orfeo. Flebile queritur lyra, Un delirio amoroso, Fausto. Tragedia soggettiva in musica sobre un texto de Fernando Pessoa, encargada y puesta en escena por la Accademia Musicale Chigiana, La Metamorfosis, basada en la novela de Franz Kafka, ópera encargada por primera vez en su historia a una mujer por el Maggio Musicale Fiorentino.
En 2016, debutó en el Festival de los Dos Mundos de Spoleto, con Tre Risvegli, sobre textos de Patrizia Cavalli y dirigida por Mario Martone, con Alba Rohrwacher. Desde este momento, el festival contó con ella en varias ocasiones. La contrató para escribir Requiem. Stringeranno nei pugni una cometa, un oratorio para solistas, coro y orquesta realizado en memoria de las víctimas del terremoto de Italia central de agosto de 2016. La obra también se interpretó en el auditorio Verdi de Milán y en el Festival TransArt de Bolzano. Abrió el festival de Spoleto en 2018 con la ópera Minotauro basada en la novela de Friedrich Dürrenmatt. En 2019, con Proserpine, basada en el drama de Mary Shelley y en 2020, con los tres monodramas Ariadna, Fedra y Dido, que cierran la trilogía iniciada con Minotauro.
En 2017, se representó Le imperdonabili, una obra inspirada en la historia de Etty Hillesum, con textos de Guido Barbieri y dirigida por Alessio Pizzech. En 2018, David Geringas estrenó en el Teatro Comunale de Bolonia la obra Tango for David para violonchelo y orquesta escrita por Colasanti.
El estreno de la ópera Oltre l'azzurro. Il sogno di Brunelleschi, con texto de Maria Grazia Calandrone, encargado por la Opera di Santa Maria del Fiore para las celebraciones, en el año 2020, del 600 aniversario de la Cúpula de Brunelleschi tuvo que ser aplazado al año 2022 debido a la pandemia de COVID-19.
En febrero de 2023, la Orquesta Sinfónica de Milán estrenó su obra Time’s Cruel Hand basada en tres sonetos de Shakespeare.
En marzo de 2023, el Teatro de la Scala le encargó poner música a la ópera Anna A., con libreto de Paolo Nori para estrenar en la temporada 2024-25, basada en la vida de la poeta rusa Anna Akhmatova.
También se dedica a la docencia en el Conservatorio Romano de Santa Cecilia, donde es profesora de Composición.

## Reconocimientos
- En 2006 - obtuvo la beca establecida en memoria de Goffredo Petrassi, que la Academia Nacional de Santa Cecilia concede cada año a una persona graduada del Curso de Composición, que destaque por sus resultados académicos, los concursos ganados, los premios obtenidos y su actividad artística en los dos años anteriores a la concesión del premio.[6]
- En 2013, le fue otorgado en el Berlin Konzerthaus el galardón Compositor Europeo del año, dotado con cinco mil euros.[18][19]
- En 2013 fue nombrada Cavaliere della Repubblica por el presidente italiano, Giorgio Napolitano y en 2017 Ufficiale della Repubblica por el presidente italiano, Sergio Mattarella.[20]
- En el año 2021, obtuvo el Premio Franco Buitoni.[21]